# Calais (Maine)
Calais és una ciutat del Comtat de Washington (Maine) als Estats Units d'Amèrica.

## Demografia
Segons el cens dels Estats Units del 2000 Calais tenia 3.458 habitants, 1.486 habitatges, i 904 famílies. La densitat de població era de 39,1 habitants per km².
Dels 1.486 habitatges en un 25,5% hi vivien nens de menys de 18 anys, en un 48,3% hi vivien parelles casades, en un 10% dones solteres, i en un 39,1% no eren unitats familiars. En el 33,7% dels habitatges hi vivien persones soles el 16,4% de les quals corresponia a persones de 65 anys o més que vivien soles. El nombre mitjà de persones vivint en cada habitatge era de 2,24 i el nombre mitjà de persones que vivien en cada família era de 2,88.
Per edats la població es repartia de la següent manera: un 21,9% tenia menys de 18 anys, un 8,1% entre 18 i 24, un 25,4% entre 25 i 44, un 24,4% de 45 a 60 i un 20,1% 65 anys o més.
L'edat mediana era de 42 anys. Per cada 100 dones de 18 o més anys hi havia 85,6 homes.
La renda mediana per habitatge era de 24.623 $ i la renda mediana per família de 39.118 $. Els homes tenien una renda mediana de 37.684 $ mentre que les dones 20.058 $. La renda per capita de la població era de 16.135 $. Entorn de l'11,1% de les famílies i el 16,8% de la població estaven per davall del llindar de pobresa.

## Poblacions properes
El següent diagrama mostra les poblacions més properes.